# Volley Treviso 2008-2009
Questa voce raccoglie le informazioni riguardanti il Volley Treviso nelle competizioni ufficiali della stagione 2008-2009.

## Stagione
La stagione 2008-09 è per il Volley Treviso la trentunesima consecutiva in Serie A1; in panchina viene confermato Renan Dal Zotto, per poi essere sostituito ad annata in corso da Francesco Dall'Olio: la rosa rimane sostanzialmente simile a quella della stagione precedente, se non al Ppalleggio con l'inserimento di Ricardo Garcia al posto di Pierre Pujol ed al centro con Emanuel Kohút; dal settore giovanile vengono portati in prima squadra Ludovico Dolfo, Matteo Bortolozzo e Matteo Daldello, mentre lasciano la squadra Gabriele Maruotti, Jiří Král, Robert Horstink e Marek Novotný.
Il campionato si apre con una sconfitta in casa ad opera del BluVolley Verona, mentre la prima vittoria arriva nella giornata successiva contro il Volley Forlì: la prima parte del torneo vede spesso trionfare la squadra trevigiana in trasferta, piuttosto che tra le mura amiche; il girone di andata si conclude con il settimo posto in classifica, con la qualificazione alla Coppa Italia. Anche il girone di ritorno si inizia come quello precedente, con un'alternanza di successi e sconfitte: a tre vittorie consecutive, fanno seguito cinque stop di fila; con una vittoria per 3-0 sul Piemonte Volley, il club veneto chiude la regular season in ottava posizione in classifica, l'ultimo utile per accedere al play-off scudetto. Nei quarti di finale la sfida è contro l'Associazione Sportiva Volley Lube, la quale vince tutte e tre le gare per accedere al turno successivo, eliminando il Volley Treviso.
Il settimo posto al termine del girone di andata della regular season della Serie A1 2008-09 consente alla squadra di Treviso di partecipare alla Coppa Italia; nei quarti di finale supera al tie-break la Trentino Volley, accedendo alla Final Four di Forlì: in semifinale viene però sconfitta, per 3-2, dal Piemonte Volley.
Grazie al terzo posto in regular season e l'uscita ai quarti di finale nel campionato 2007-08 il Volley Treviso si qualifica per Challenge Cup: il cammino dei trevigiani ha inizio dalla seconda fase, dove, grazie ad un doppio 3-1, superano il turno, battendo il Maccabi Tel Aviv Volleyball Club. Vincendo poi sempre per 3-0 nelle gare di andata e di ritorno, sono eliminati anche il AZS Olsztyn, nei sedicesimi di finale e la Lokomotyv Charkiv, negli ottavi di finale. Nei quarti di finale lo scontro è contro i polacchi del Klub Sportowy Jastrzębski Węgiel: pur riuscendo a vincere la gara di andata per 3-2, il Volley Treviso perde, in casa, quella di ritorno per 3-1, venendo così eliminata dalla competizione per un peggior quoziente set.

## Organigramma societario
Area direttiva
- Presidente: Giorgio Buzzavo
- Vicepresidente: Paolo De Marco
- Segreteria generale: Annalisa Bassetto, Vilma Contardi

Area organizzativa
- Team manager: Michele De Conti
- General manager: Bruno Da Re (fino al 20 febbraio 2009)
- Addetto agli arbitri: Elvio Grassato

Area tecnica
- Allenatore: Renan Dal Zotto (fino al 25 novembre 2008), Francesco Dall'Olio (dal 26 novembre 2008)
- Allenatore in seconda: Tomaso Totolo

Area comunicazione
- Ufficio stampa: Enrico Castorina, Fregonese Simone

Area marketing
- Ufficio marketing: Enzo Lebefre, Paola Pattaro

Area sanitaria
- Medico: Antonello Pannone, Luca Vaccario
- Preparatore atletico: Christian Verona
- Fisioterapista: Luca Baiguini

## Rosa
| N° | Nome              | Ruolo | Data di nascita  | Nazionalità sportiva |
| -- | ----------------- | ----- | ---------------- | -------------------- |
| 1  | Matteo Bortolozzo | C     | 1º agosto 1989   | Italia               |
| 2  | Ludovico Dolfo    | S     | 30 giugno 1989   | Italia               |
| 3  | Alessandro Fei    | S/O   | 29 novembre 1978 | Italia               |
| 5  | Stefan Hübner     | C     | 13 giugno 1975   | Germania             |
| 6  | Samuele Papi      | S     | 20 maggio 1973   | Italia               |
| 7  | Alessandro Farina | L     | 16 maggio 1976   | Italia               |
| 8  | Emanuel Kohút     | C     | 21 luglio 1982   | Slovacchia           |
| 10 | Davide Saitta     | P     | 23 giugno 1987   | Italia               |
| 11 | Michele Capra     | S     | 10 aprile 1985   | Italia               |
| 12 | Oleg Antonov      | S/O   | 28 luglio 1988   | Italia               |
| 13 | Gustavo Endres    | C     | 23 agosto 1975   | Brasile              |
| 14 | Riley Salmon      | S     | 2 luglio 1976    | Stati Uniti          |
| 15 | Alberto Cisolla   | S     | 10 ottobre 1977  | Italia               |
| 16 | Matteo Daldello   | L     | 25 agosto 1985   | Italia               |
| 17 | Ricardo Garcia    | P     | 19 novembre 1975 | Brasile              |
| 18 | Cosimo Gallotta   | S     | 25 maggio 1977   | Italia               |

## Mercato
| Acquisti | Acquisti          | Acquisti          | Acquisti   |
| R.       | Nome              | da                | Modalità   |
| -------- | ----------------- | ----------------- | ---------- |
| C        | Matteo Bortolozzo | giovanili         | definitivo |
| S        | Michele Capra     | Cagliari          | definitivo |
| S        | Ludovico Dolfo    | giovanili         | definitivo |
| S        | Cosimo Gallotta   | Volley Corigliano | definitivo |
| P        | Ricardo Garcia    | Modena            | definitivo |
| C        | Emanuel Kohút     | Unterhaching      | definitivo |
| S        | Riley Salmon      | Ziraat Bankası    | definitivo |

| Cessioni | Cessioni          | Cessioni      | Cessioni   |
| R.       | Nome              | a             | Modalità   |
| -------- | ----------------- | ------------- | ---------- |
| S        | Robert Horstink   | Gabeca        | definitivo |
| C        | Jiří Král         | Sempre Padova | definitivo |
| S        | Gabriele Maruotti | Sempre Padova | prestito   |
| S        | Marek Novotný     | Patrōn        | definitivo |
| P        | Pierre Pujol      | Cannes        | definitivo |
| L        | Mauro Ricci       | Materdomini   | definitivo |

## Risultati

### Serie A1

#### Girone di andata
| 1ª giornata - 28 settembre 2008 PalaVerde, Villorba        | Treviso       | 2 - 3 | BluVolley Verona | 22-25, 25-15, 25-19, 20-25, 12-15 |
| 2ª giornata - 5 ottobre 2008 PalaCredito di Romagna, Forlì | Forlì         | 0 - 3 | Treviso          | 23-25, 19-25, 20-25               |
| 3ª giornata - 13 ottobre 2008 PalaVerde, Villorba          | Treviso       | 2 - 3 | Piacenza         | 23-25, 21-25, 21-25, 25-20, 12-15 |
| 4ª giornata - 18 ottobre 2008 PalaPanini, Modena           | Modena        | 2 - 3 | Treviso          | 20-25, 25-19, 20-25, 25-23, 11-15 |
| 5ª giornata - 26 ottobre 2008 PalaVerde, Villorba          | Treviso       | 3 - 0 | Prisma Taranto   | 25-19, 25-14, 25-11               |
| 6ª giornata - 2 novembre 2008 PalaFabris, Padova           | Sempre Padova | 1 - 3 | Treviso          | 18-25, 26-28, 25-20, 21-25        |
| 7ª giornata - 9 novembre 2008 PalaVerde, Villorba          | Treviso       | 1 - 3 | Callipo          | 23-25, 29-27, 20-25, 30-32        |
| 8ª giornata - 16 novembre 2008 PalaEvangelisti, Perugia    | Perugia       | 1 - 3 | Treviso          | 25-21, 22-25, 20-25, 23-25        |
| 9ª giornata - 23 novembre 2008 PalaVerde, Villorba         | Treviso       | 1 - 3 | Pineto           | 22-25, 25-20, 21-25, 20-25        |
| 10ª giornata - 30 novembre 2008 PalaVerde, Villorba        | Treviso       | 0 - 3 | Lube             | 23-25, 22-25, 17-25               |
| 11ª giornata - 7 dicembre 2008 PalaGeorge, Montichiari     | Gabeca        | 3 - 1 | Treviso          | 25-23, 21-25, 29-27, 25-22        |
| 12ª giornata - 14 dicembre 2008 PalaVerde, Villorba        | Treviso       | 3 - 1 | Trentino         | 25-19, 25-21, 25-27, 25-21        |
| 13ª giornata - 21 dicembre 2008 PalaBreBanca, Cuneo        | Piemonte      | 3 - 1 | Treviso          | 25-21, 23-25, 25-22, 28-26        |

#### Girone di ritorno
| 14ª giornata - 28 dicembre 2008 PalaOlimpia, Verona                | BluVolley Verona | 2 - 3 | Treviso       | 25-19, 15-25, 23-25, 25-23, 13-15 |
| 15ª giornata - 3 gennaio 2009 PalaVerde, Villorba                  | Treviso          | 1 - 3 | Forlì         | 25-23, 19-25, 22-25, 20-25        |
| 16ª giornata - 6 gennaio 2009 PalaBanca, Piacenza                  | Piacenza         | 3 - 1 | Treviso       | 20-25, 25-22, 25-20, 25-22        |
| 17ª giornata - 10 gennaio 2009 PalaVerde, Villorba                 | Treviso          | 3 - 0 | Modena        | 25-20, 25-19, 25-18               |
| 18ª giornata - 18 gennaio 2009 PalaWojtyla, Martina Franca         | Prisma Taranto   | 1 - 3 | Treviso       | 25-20, 25-19, 25-18               |
| 19ª giornata - 25 gennaio 2009 PalaVerde, Villorba                 | Treviso          | 3 - 1 | Sempre Padova | 25-12, 25-20, 24-26, 25-18        |
| 20ª giornata - 8 febbraio 2009 PalaValentia, Vibo Valentia         | Callipo          | 2 - 3 | Treviso       | 25-27, 25-21, 25-23, 19-25, 10-15 |
| 21ª giornata - 15 febbraio 2009 PalaVerde, Villorba                | Treviso          | 1 - 3 | Perugia       | 16-25, 25-21, 20-25, 16-25        |
| 22ª giornata - 23 febbraio 2009 PalaMaggetti, Roseto degli Abruzzi | Pineto           | 3 - 2 | Treviso       | 22-25, 25-10, 25-17, 15-25, 20-18 |
| 23ª giornata - 1º marzo 2009 PalaFontescodella, Macerata           | Lube             | 3 - 2 | Treviso       | 19-25, 25-21, 25-23, 20-25, 16-14 |
| 24ª giornata - 8 marzo 2009 PalaVerde, Villorba                    | Treviso          | 2 - 3 | Gabeca        | 25-19, 21-25, 22-25, 25-18, 7-15  |
| 25ª giornata - 15 marzo 2009 PalaTrento, Trento                    | Trentino         | 3 - 1 | Treviso       | 25-20, 25-20, 21-25, 25-18        |
| 26ª giornata - 18 marzo 2009 PalaVerde, Villorba                   | Treviso          | 3 - 0 | Piemonte      | 25-19, 25-18, 27-25               |

#### Play-off scudetto
| Quarti di finale (gara 1) - 26 marzo 2009 PalaFontescodella, Macerata | Lube    | 3 - 0 | Treviso | 25-21, 25-21, 25-23               |
| Quarti di finale (gara 2) - 29 marzo 2009 PalaVerde, Villorba         | Treviso | 2 - 3 | Lube    | 23-25, 25-19, 20-25, 25-23, 13-15 |
| Quarti di finale (gara 3) - 9 aprile 2009 PalaFontescodella, Macerata | Lube    | 3 - 1 | Treviso | 21-25, 25-19, 25-22, 25-22        |

### Coppa Italia

#### Fase a eliminazione diretta
| Quarti di finale - 28 gennaio 2009 PalaBassano, Bassano del Grappa | Trentino | 2 - 3 | Treviso  | 26-28, 25-22, 24-26, 30-28, 10-15 |
| Semifinali - 31 gennaio 2009 PalaFiera, Forlì                      | Treviso  | 2 - 3 | Piemonte | 16-25, 25-19, 17-25, 25-19, 13-15 |

### Challenge Cup

#### Fase a eliminazione diretta
| Seconda fase (andata) - 6 novembre 2008 Palazzo del Turismo, Jesolo                      | Treviso            | 3 - 1 | Maccabi Tel Aviv   | 25-17, 20-25, 25-19, 25-18        |
| Seconda fase (ritorno) - 11 novembre 2008 National Sports Center, Tel Aviv               | Maccabi Tel Aviv   | 1 - 3 | Treviso            | 25-23, 21-25, 9-25, 22-25         |
| Sedicesimi di finale (andata) - 10 dicembre 2008 Urania Sport Hall, Olsztyn              | AZS Olsztyn        | 0 - 3 | Treviso            | 19-25, 20-25, 20-25               |
| Sedicesimi di finale (ritorno) - 17 dicembre 2008 Palazzo del Turismo, Jesolo            | Treviso            | 3 - 0 | AZS Olsztyn        | 25-17, 25-18, 25-20               |
| Ottavi di finale (andata) - 13 gennaio Sport Palace Lokomotiv, Charkiv                   | Lokomotyv Charkiv  | 0 - 3 | Treviso            | 14-25, 18-25, 16-25               |
| Ottavi di finale (ritorno) - 21 gennaio Palazzo del Turismo, Jesolo                      | Treviso            | 3 - 0 | Lokomotyv Charkiv  | 25-22, 25-23, 27-25               |
| Quarti di finale (andata) - 11 febbraio 2009 Hala Widowiskowo-Sportowa, Jastrzębie-Zdrój | Jastrzębski Węgiel | 2 - 3 | Treviso            | 25-19, 22-25, 25-15, 18-25, 10-15 |
| Quarti di finale (ritorno) - 18 febbraio 2009 Palazzo del Turismo, Jesolo                | Treviso            | 1 - 3 | Jastrzębski Węgiel | 24-26, 25-19, 22-25, 19-25        |

## Statistiche

### Statistiche di squadra
| Competizione  | Punti | In casa | In casa | In casa | In trasferta | In trasferta | In trasferta | Totale | Totale | Totale |
| Competizione  | Punti | G       | V       | P       | G            | V            | P            | G      | V      | P      |
| ------------- | ----- | ------- | ------- | ------- | ------------ | ------------ | ------------ | ------ | ------ | ------ |
| Serie A1      | 38    | 14      | 5       | 9       | 15           | 7            | 8            | 29     | 12     | 17     |
| Coppa Italia  | -     | -       | -       | -       | -            | -            | -            | 2      | 1      | 1      |
| Challenge Cup | -     | 4       | 3       | 1       | 4            | 4            | 0            | 8      | 7      | 1      |
| Totale        | -     | 18      | 8       | 10      | 19           | 11           | 8            | 39     | 20     | 19     |

G = partite giocate; V = partite vinte; P = partite perse

### Statistiche dei giocatori
| Giocatore     | Serie A1 | Serie A1 | Serie A1 | Serie A1 | Serie A1 | Coppa Italia | Coppa Italia | Coppa Italia | Coppa Italia | Coppa Italia | Challenge Cup | Challenge Cup | Challenge Cup | Challenge Cup | Challenge Cup | Totale | Totale | Totale | Totale | Totale |
| Giocatore     | P        | PT       | AV       | MV       | BV       | P            | PT           | AV           | MV           | BV           | P             | PT            | AV            | MV            | BV            | P      | PT     | AV     | MV     | BV     |
| ------------- | -------- | -------- | -------- | -------- | -------- | ------------ | ------------ | ------------ | ------------ | ------------ | ------------- | ------------- | ------------- | ------------- | ------------- | ------ | ------ | ------ | ------ | ------ |
| O. Antonov    | 19       | 52       | 45       | 5        | 2        | 2            | 0            | 0            | 0            | 0            | 3             | 19            | ?             | ?             | ?             | 24     | 71     | 45     | 5      | 2      |
| M. Bortolozzo | 4        | 1        | 1        | 0        | 0        | 1            | 0            | 0            | 0            | 0            | 0             | 0             | 0             | 0             | 0             | 5      | 1      | 1      | 0      | 0      |
| M. Capra      | -        | -        | -        | -        | -        | -            | -            | -            | -            | -            | 0             | 0             | 0             | 0             | 0             | 0      | 0      | 0      | 0      | 0      |
| A. Cisolla    | 28       | 394      | 340      | 36       | 18       | 2            | 30           | 23           | 6            | 1            | 8             | 126           | ?             | ?             | ?             | 38     | 550    | 363    | 42     | 19     |
| M. Daldello   | 8        | -        | -        | -        | -        | 1            | -            | -            | -            | -            | 4             | 1             | ?             | ?             | ?             | 13     | 1      | -      | -      | -      |
| L. Dolfo      | 1        | 1        | 1        | 0        | 0        | 1            | 0            | 0            | 0            | 0            | 0             | 0             | 0             | 0             | 0             | 2      | 1      | 1      | 0      | 0      |
| G. Endres     | 29       | 302      | 182      | 85       | 35       | 2            | 21           | 11           | 6            | 4            | 8             | 57            | ?             | ?             | ?             | 39     | 380    | 193    | 91     | 39     |
| A. Farina     | 29       | -        | -        | -        | -        | 2            | -            | -            | -            | -            | 8             | -             | -             | -             | -             | 39     | -      | -      | -      | -      |
| A. Fei        | 28       | 509      | 431      | 40       | 38       | 2            | 55           | 50           | 3            | 2            | 8             | 115           | ?             | ?             | ?             | 38     | 679    | 481    | 43     | 40     |
| C. Gallotta   | 10       | 18       | 16       | 1        | 1        | -            | -            | -            | -            | -            | 2             | 4             | ?             | ?             | ?             | 12     | 22     | 16     | 1      | 1      |
| R. Garcia     | 29       | 73       | 45       | 12       | 16       | 2            | 9            | 4            | 2            | 3            | 8             | 14            | ?             | ?             | ?             | 39     | 96     | 49     | 14     | 19     |
| S. Hübner     | 20       | 199      | 112      | 67       | 20       | 1            | 5            | 1            | 3            | 1            | 4             | 35            | ?             | ?             | ?             | 25     | 239    | 113    | 70     | 21     |
| E. Kohút      | 21       | 134      | 95       | 32       | 7        | 2            | 14           | 10           | 2            | 2            | 8             | 54            | ?             | ?             | ?             | 31     | 202    | 105    | 34     | 9      |
| S. Papi       | 29       | 266      | 234      | 27       | 5        | 2            | 17           | 14           | 2            | 1            | 8             | 73            | ?             | ?             | ?             | 39     | 356    | 248    | 29     | 6      |
| D. Saitta     | 19       | 6        | 1        | 2        | 3        | 1            | 0            | 0            | 0            | 0            | 6             | 4             | ?             | ?             | ?             | 26     | 10     | 1      | 2      | 3      |
| R. Salmon     | 4        | 0        | 0        | 0        | 0        | -            | -            | -            | -            | -            | -             | -             | -             | -             | -             | 4      | 0      | 0      | 0      | 0      |

P = presenze; PT = punti totali; AV = attacchi vincenti; MV = muri vincenti; BV = battute vincenti